# Prise d'otages du vol Air France 8969
Guerre civile algérienne
La prise d'otages du vol Air France 8969 (AF8969, AFR8969), vol d'Air France reliant Alger (Algérie) à Paris (France), par quatre membres du Groupe islamique armé (GIA), se déroule du 24 au 26 décembre 1994.
La prise d'otage commence à Alger, où l'appareil, un Airbus A300 de 220 passagers, stationne deux jours ; l'avion décolle ensuite vers Paris mais doit faire une escale pour un ravitaillement en carburant à l'aéroport de Marseille (sur la commune de Marignane), au cours de laquelle l'assaut du Groupe d'intervention de la Gendarmerie nationale (GIGN) met fin au détournement.
Seize personnes sont blessées lors de l'assaut, qui se solde par la mort des quatre terroristes islamistes algériens. Trois passagers avaient auparavant été abattus pour faire pression dans les négociations avec les gouvernements algérien puis français. L'objectif présumé des terroristes était très certainement de faire s'écraser l'avion sur la tour Eiffel ou la tour Montparnasse (6 mois plus tard, le GIA organisera les attentats du RER B à la station Saint-Michel).
Cet événement entraîne l'arrêt des vols d'Air France vers l'Algérie jusqu'en 2003.

## Contexte
Durant la guerre civile algérienne, le Groupe islamique armé (GIA) s'en prend régulièrement aux ressortissants français. Ainsi, le 24 octobre 1993, Djamel Zitouni enlève trois fonctionnaires du consulat de France qui sont finalement libérés, porteurs d'un message du GIA en forme d'ultimatum. Il « enjoint aux étrangers de quitter le territoire national [algérien] avant le 1er décembre 1993 ». Le 3 août 1994, trois gendarmes et deux employés de l'ambassade française sont tués.
Dans cette prise d'otage, les quatre Algériens membres du commando font partie du GIA. Le meneur est Abdul Abdallah Yahia, alias « l'Émir », 25 ans, ancien marchand de légumes et proche de Djamel Zitouni,. Les trois autres se nomment Mustafa Chekienne, Makhlouf Benguetaff et Salim Layadi. Ils sont surnommés par les passagers le tueur (il abat les deux premiers otages), le maboule et Bill, en raison de leur comportement. L'enquête sur le détournement de l’Airbus a établi que le commando a bénéficié de complicités dans l'aéroport et que l'un des quatre pirates avait de solides connexions avec l'ambassade de France à Alger : son frère était l'un des chauffeurs de l'ambassade.

## Déroulement

### Début de la prise d'otage à Alger
Le 24 décembre 1994, à l'aéroport d'Alger - Houari-Boumédiène, grâce à la complicité d'un inspecteur de la police des frontières, quatre hommes armés arrivent au pied de l'appareil dans un véhicule portant le label Air France. Ils entrent à 11 h 05 dans l'avion, un Airbus A300 de 220 passagers, lors de l'embarquement du vol AF8969 et se présentent à l'équipage de cabine comme policiers, puis vérifient les passeports des passagers. Un de ces passagers est un officier de police algérien en civil, qui demande des explications aux pseudo-policiers. Exhibant une carte officielle de la DGSN, il dévoile sa fonction aux terroristes et, ce faisant, signe son arrêt de mort. Les quatre hommes révèlent leurs intentions et prennent le contrôle de l'avion, déclarant être des mujâhidîn et brandissant des armes et des explosifs. Ils exigent des femmes qu'elles se voilent et qu'elles ne s'assoient pas à côté des hommes ; certaines sont contraintes de répéter trois fois la chahada, la phrase rituelle de profession de foi musulmane, bien que sans valeur sous la contrainte. Les terroristes réclament de décoller pour Paris afin de s'y exprimer lors d'une conférence de presse. Les autorités algériennes commencent les négociations, tout en envoyant le Groupement d'intervention spécial ( dont les membres sont surnommés « ninjas ») près de l'avion. Le général Mohamed Mediène, patron du DRS, envisage en effet de donner rapidement l'assaut.
Le commando exige la libération de deux responsables du Front islamique du salut : Abbassi Madani et Ali Belhadj. Devant le refus des autorités algériennes, les preneurs d'otage assassinent à 13 h 30 un passager, l'officier de police algérien, sur la passerelle avant de l'avion. Quelques minutes après, ils reprennent contact avec la tour de contrôle de l'aéroport et exigent des autorités qu'elles laissent l'avion décoller, menaçant d'exécuter d'autres passagers en cas de refus — l'avion étant bloqué parce qu'une passerelle d'embarquement y était encore attachée —. Les terroristes demandent ensuite que les « ninjas » s'écartent de l'avion et reculent la passerelle d'embarquement, mais les autorités algériennes refusent. A contrario, la cellule de crise des autorités françaises à Paris, en contact avec les autorités algériennes, estime qu'il est préférable de laisser décoller l'avion. Les autorités algériennes font intervenir la mère du chef du commando, en lui faisant prendre contact par radio pour le supplier de se rendre. Cette action, loin d'émouvoir Abdul Abdallah Yahia, atteint de complète dépersonnalisation, le met en colère. Il abat à 15 h 30 un second passager, Bui Giang To, un conseiller commercial de l’ambassade du Viêt Nam, dont le cadavre repose également en haut de la passerelle.
Le Premier ministre français Édouard Balladur négocie alors la libération des femmes et des enfants en échange de l'autorisation de décoller pour Paris. Le commando accepte et, le 25 décembre à 13 h, libère 65 passagers. Mais, quand l'ordre est donné au colonel des « ninjas » de reculer la passerelle, il refuse. Les négociations entre les terroristes et les gouvernements français et algérien se terminent dans une impasse. À 21h, un des otages, Yannick Beugnet, 28 ans, cuisinier de l'ambassade de France à Alger, est choisi parmi les passagers pour envoyer un message radio à la tour de contrôle, l'informant que si l'avion ne peut décoller immédiatement, tous les passagers seront exécutés. La situation avec les autorités algériennes restant au point mort, il est abattu à 21 h 30 d'une balle dans la tête et son corps jeté hors de l'avion. Le commando envoie un nouveau message à la tour de contrôle, en menaçant de tuer un passager toutes les trente minutes si l'autorisation de décoller pour Paris n'est pas donnée.
Édouard Balladur propose alors l'intervention du Groupe d'intervention de la Gendarmerie nationale (GIGN) sur l'aéroport d'Alger, mais le gouvernement algérien refuse. Denis Favier, le chef du GIGN, reçoit l'ordre de « projeter » ses hommes à Majorque, île espagnole la plus proche d'Alger, sans risquer un incident diplomatique pour cause d'ingérence. L'unité d'élite, acheminée sur place dans un « sister-ship » (avion Airbus en tout point semblable, pour se familiariser avec l'appareil et préparer l'intervention), reste 17 heures immobilisée à l'aéroport de Palma avant de redécoller vers la métropole.
À la suite de l'assassinat de Yannick Beugnet, le Premier ministre français exige et obtient le décollage de l'avion, en menaçant de rendre l'Algérie officiellement responsable de la mort des otages aux yeux de la communauté internationale et d'arrêter l'aide financière donnée à l'Algérie dans sa guerre civile. Le 26 décembre 1994 à 2 heures du matin, près de quarante heures après le début de la prise d'otage, le vol AF 8969 est autorisé à quitter Alger. Les contrôleurs aériens reçoivent l'ordre de dire aux preneurs d'otages que leur réserve de carburant est trop entamée pour aller jusqu'à Paris. Pendant toutes les négociations, l'avion avait été alimenté par un APU (Auxiliary Power Unit, unité auxiliaire d'énergie), un petit groupe électrogène situé dans la queue de l'avion qui avait consommé du kérosène. La ville de Marseille est alors choisie comme escale pour effectuer un plein de carburant. Le commando du GIGN quitte Majorque où il s'était positionné et rejoint l'aéroport Marseille-Provence, vingt minutes avant l'arrivée du vol 8969.

### Atterrissage à Marseille
Le vol AF 8969 se pose à l'aéroport Marseille-Provence situé à Marignane le 26 décembre à 3 h 12 du matin. Fatigués par la prise d'otage, les membres du commando maintiennent le silence radio et en profitent pour dormir.
Pendant ce temps, les services du ministre de l'Intérieur, Charles Pasqua, sont informés de l'objectif probable des preneurs d'otages (via un appel anonyme reçu par le consulat de France à Oran) de mener une attaque majeure sur Paris et décident que l'avion ne doit pas quitter Marseille, quel qu'en soit le coût.
Le commando prend contact avec la tour de contrôle marseillaise  sous la direction du commandant Bernard Munoz et exige la livraison de 27 tonnes de carburant. Huit tonnes auraient suffi pour rejoindre Paris, ce qui conforte le gouvernement français dans l'idée que leur intention est de transformer l'avion en bombe volante. De son côté, le commando explique à nouveau qu'il souhaite rejoindre Paris pour y donner une conférence de presse. Les autorités lui répondent que personne ne veut apporter l'essence, que tous les journalistes sont à Marseille et donc qu'il ne sert à rien d'aller jusqu'à Paris. La solidité de l'argument perturbe le commando, qui accepte l'organisation d'une conférence. Il tombe alors dans le piège imaginé par le GIGN qui propose de dégager l'avant de l'avion pour la tenue de cette conférence de presse : le commando accepte, vide l'avant de l'avion de ses passagers, ceux-ci étant amenés vers l'arrière de l'appareil. L'organisation de la conférence doit permettre non seulement de gagner du temps pour préparer l'offensive et vérifier que les portes de l'avion ne sont pas piégées avec des explosifs, mais aussi d'accentuer la fatigue du commando.

### L'assaut du GIGN

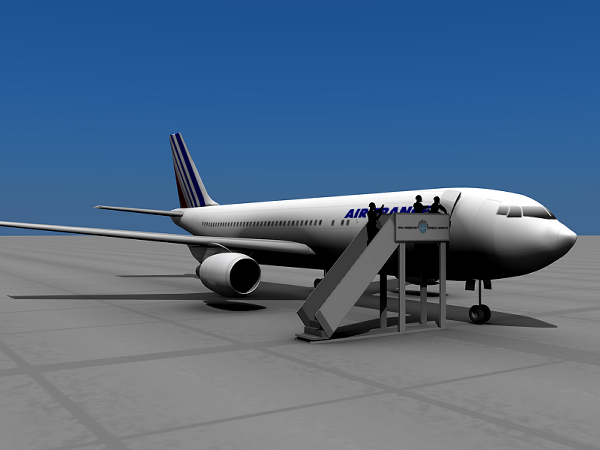
Illustration reproduisant l'assaut du GIGN du Vol Air France 8969.

En début d'après-midi du 26 décembre, le GIGN est prêt à intervenir, mais à 15 h 45, le chef du commando terroriste, exaspéré par l'attente, exige du commandant de bord de l'Airbus A300 de déplacer l'avion vers la tour de contrôle, peut-être pour y faire sauter l'avion. Ce mouvement impromptu perturbe le GIGN, qui doit se réorganiser. La conférence de presse est alors à nouveau repoussée, sous le prétexte que les journalistes ne sont pas prêts ; le commando a définitivement perdu patience. Un de ses membres ouvre une fenêtre latérale du cockpit et mitraille la tour de contrôle, au point que le PDG d'Air France, Christian Blanc, est contraint de se jeter à terre.
À 17 h 12, le commandant du GIGN, Denis Favier, donne alors le signal de l'assaut, qui peut être suivi en direct sur la chaîne LCI. Trois passerelles motorisées s'approchent de l'avion, deux vers les portes arrière avec 11 hommes de chaque côté, et une passerelle de 8 hommes à l'avant de l'appareil. Ils ouvrent avec difficulté la porte avant droite de l'appareil, car la passerelle est trop haute et bloque l'ouverture de la porte. Elle est reculée puis avancée à nouveau, une fois la porte ouverte, blessant un homme du GIGN. Les membres du commando terroriste, réfugiés dans le cockpit, tirent à travers la cloison ; les gendarmes ripostent avec leurs Manurhin .357 Magnum, HK MP5 et leurs grenades paralysantes. Le premier gendarme à pénétrer dans l'avion est Éric Arlecchini, dit « Arlé » (blessé par balles au cours de l'assaut, il décédera accidentellement en service deux ans plus tard avec un autre gendarme), qui se met en appui face à l'arrière de l'appareil pour couvrir le reste du groupe. Il est suivi de Thierry Prungnaud qui s'approche du cockpit et parvient, sous l'effet de la surprise, à tuer deux terroristes et à en blesser un troisième, avant de recevoir un feu nourri,. Une rafale de Kalachnikov AK-47 le touche à l'avant-bras et lui fait rater sa cible, une seconde rafale le touche encore à l'avant-bras et vient déchiqueter le kevlar de son gilet pare-balles, une troisième rafale d'Uzi le touche à la poitrine et une balle brise la visière de son casque, le projetant en arrière. L'échange de tirs se poursuit entre les hommes du GIGN et le dernier preneur d'otages, caché sous la tablette de navigation de l'appareil. Celui-ci lance une grenade qui atterrit à 80 cm de Thierry Prungnaud, toujours au sol, et qui a le réflexe de tourner le dos à l'objet pour se protéger de l'explosion, qui génère un trou de 20 cm dans le plancher de l'avion. Thierry Prungnaud reçoit des éclats dans le bas du dos et les jambes et perd connaissance pendant quelques secondes. Cet incident lui laisse des séquelles sous la forme d'acouphènes pour le restant de ses jours. 
À 17 h 18, l'ensemble des passagers et du personnel navigant commercial est évacué par les portes arrière de l'appareil via les toboggans de secours. Malgré la violence de la fusillade, moins de trente personnes sont blessées. Avec les sirènes des ambulances comme fond sonore, le commandant Favier envoie un message radio laconique à la tour de contrôle : « Opération terminée, pertes limitées ».
Durant l'assaut, les caméras de télévision sont braquées sur l'avion lorsqu'un membre d'équipage (le copilote Jean-Paul Borderie) se jette du cockpit par un hublot latéral qu'il ouvre pour fuir la fusillade ; dans sa chute, il se casse le bras et le fémur. Dans l'avion, reste toujours l'OMN (officier mécanicien navigant) et le commandant de bord, ainsi que le dernier preneur d'otage. Ce dernier oppose une forte résistance, blesse les gendarmes du GIGN, mais il épargne les deux derniers membres d'équipage de l'avion.
À 17 h 29, soit vingt minutes après le début de l'assaut, le dernier terroriste est abattu d'une balle dans le cœur. Plus de 1 000 munitions ont été tirées au cours de l'assaut.
Note : dans le film L'Assaut, tout comme dans le livre de Roland Môntins et Jean-Michel Caradec'h sur lequel il est basé, le troisième pirate de l'air n'est pas abattu par Thierry Prungnaud, mais par un tireur d'élite placé hors de l'avion.

## Bilan
- À Alger, trois passagers ont été tués par les terroristes (un policier algérien, le diplomate vietnamien Bui Giang To, et le Français Yannick Beugnet).
- À Marseille, neuf membres du GIGN ont été blessés, dont un très grièvement (Thierry Prungnaud), ainsi que treize passagers et trois membres de l'équipage. Tous les terroristes ont été tués.
- L'Airbus A300 (F-GBEC), trop endommagé par les tirs et les explosions, ne put être remis en service et fut réformé par Air France.

| Nationalité | Passager | Équipage | Total |
| ----------- | -------- | -------- | ----- |
| Algérie     | 100      | 0        | 100   |
| France      | 75       | 12       | 87    |
| Allemagne   | 10       | 0        | 10    |
| Irlande     | 5        | 0        | 5     |
| Norvège     | 5        | 0        | 5     |
| Royaume-Uni | 5        | 0        | 5     |
| États-Unis  | 5        | 0        | 5     |
| Pays-Bas    | 3        | 0        | 3     |
| Viêt Nam    | 1        | 0        | 1     |
| Total       | 209      | 12       | 221   |

## Conséquences
À ce jour, cette délicate opération antiterroriste est considérée comme l'une des plus grandes réussites du GIGN. Retransmise en direct à la télévision, elle contribuera à la renommée du groupe et poussera de nombreuses personnes à le rejoindre dans les années suivantes,. Après cette mission, le Groupe recevra d'ailleurs des compliments de nombreuses autres unités d'intervention, notamment des SAS britanniques, pourtant habituellement avares en la matière[réf. nécessaire].
Les quatre membres du commando sont inhumés en France, leurs familles n'ayant pas réclamé leurs corps.
Cet événement entraîne aussi l'arrêt des vols réguliers d'Air France vers l'Algérie jusqu'en 2003.

## Équipage
Il y avait à bord douze membres d'équipage, tous volontaires pour effectuer ce vol « sensible » en Algérie : Bernard Dhellemme, le commandant ; Jean-Paul Borderie, le copilote ; Alain Bossuat, le mécanicien ; ainsi que les stewards et hôtesses : Christophe Morin, Claude Burgniard, Gilles Dunis, Christiane Adenot, Nicole Chauvin, Silviane Bidault, Anne Dufrène, Richard Cleret et Ludovic Ulmer.

## Filmographie

### Cinéma
- L'Assaut, film français de Julien Leclercq racontant l’événement de manière romancée.

### Documentaires télévisés
- « Le détournement de l'Airbus Paris-Alger » le 5 décembre 2004 dans Secrets d'actualité sur M6.
- « Airbus Alger-Paris : 54 heures d'angoisse » le 27 janvier 2010 dans Enquêtes criminelles : le magazine des faits divers sur W9.
- « Terreur au sol », 3e épisode de la 2e saison de Danger dans le ciel / Air Crash.
- « La prise d'otages du vol Alger-Paris, 54 heures d'angoisse », de Simon Thisse et Claire Denavarre, le 12 avril 2012 dans Flashback sur France 3.
- « Prise d'otage sanglante : le drame de Marignane » le 9 et le 16 février 2011 dans 90' Faits divers sur TMC.

### Ressource radiophonique
- Fabrice Drouelle, « Vol 8969 Alger-Paris : trois jours d’angoisse en direct » [audio], émission Affaires sensibles (53 min), France Inter, 25 août 2014.